# Sendražice
Sendražice (en allemand : Sendraschitz) est une commune du district de Hradec Králové, dans la région de Hradec Králové, en République tchèque. Sa population s'élevait à 432 habitants en 2022.

## Géographie
Sendražice se trouve à 6 km à l'ouest-sud-ouest de Smiřice, à 10 km au nord-nord-ouest de Hradec Králové et à 100 km à l'est-nord-est de Prague.
La commune est limitée par Hořiněves au nord, par Smiřice à l'est, par Lochenice au sud-est, par Neděliště au sud-ouest, par Máslojedy à l'ouest et par Račice nad Trotinou au nord-ouest.

## Histoire
La première mention écrite de la localité date de 1297.

## Transports
Par la route, Sendražice se trouve à 14 km de Hradec Králové et à 125 km de Prague.